# Jan Wieczorek (duchowny)
Jan Walenty Wieczorek (ur. 8 lutego 1935 w Bodzanowicach, zm. 13 września 2023 w Pyskowicach) – polski duchowny rzymskokatolicki, biskup pomocniczy opolski w latach 1981–1992, biskup diecezjalny gliwicki w latach 1992–2011, od 2011 biskup senior diecezji gliwickiej.

## Życiorys
Urodził się 8 lutego 1935 w Bodzanowicach. W latach 1949–1951 uczył się w gliwickim gimnazjum, następnie w latach 1951–1953 w Niższym Seminarium Duchownym w Gliwicach. Tam w 1953 uzyskał prywatną maturę, natomiast państwowy egzamin dojrzałości złożył eksternistycznie w Lublinie w 1959. W latach 1953–1958 odbył studia filozoficzno-teologiczne w Wyższym Seminarium Duchownym Śląska Opolskiego w Nysie. Święceń prezbiteratu udzielił mu 22 czerwca 1958 w katedrze Podwyższenia Krzyża Świętego w Opolu biskup Franciszek Jop, delegat Prymasa Polski z uprawnieniami biskupa rezydencjalnego w Opolu. W latach 1958–1961 studiował na Wydziale Prawa Kanonicznego Katolickiego Uniwersytetu Lubelskiego. Studia te ukończył z magisterium-licencjatem z prawa kanonicznego.
W latach 1961–1964 udzielał pomocy duszpasterskiej w parafii Matki Bożej Nieustającej Pomocy w Królewskiej Wsi, gdzie proboszczem był biskup pomocniczy opolski Henryk Grzondziel. Następnie w latach 1964–1968 pełnił przy nim funkcję sekretarza osobistego. W 1969 został administratorem parafii Świętej Trójcy w Bogacicy, a od 1970 do 1981 był proboszczem tej parafii. W 1961 został wykładowcą prawa kanonicznego w Wyższym Seminarium Duchownym Śląska Opolskiego w Nysie. W latach 1961–1981 był zatrudniony w Sądzie Biskupim w Opolu na stanowisku obrońcy węzła małżeńskiego.
12 czerwca 1981 został prekonizowany biskupem pomocniczym diecezji opolskiej ze stolicą tytularną Timida Regia. Święcenia biskupie otrzymał 16 sierpnia 1981 na Górze Świętej Anny. Udzielił mu ich biskup diecezjalny opolski Alfons Nossol, któremu towarzyszyli Stefan Bareła, biskup diecezjalny częstochowski, i Józef Kurpas, biskup pomocniczy katowicki. Jako zawołanie biskupie przyjął słowa „Servire populo”  (Służyć ludowi). W 1981 objął urząd wikariusza generalnego diecezji. W kurii biskupiej zajmował się sprawami małżeńskimi, finansowymi, budownictwa sakralnego, wizytacji kanonicznych i bierzmowań w parafiach, a także pielgrzymek i procesji. Był też odpowiedzialny za gliwicki region duszpasterski. Ponadto pełnił funkcje konsultora diecezjalnego i członka diecezjalnej rady duszpasterskiej.
25 marca 1992 został prekonizowany biskupem diecezjalnym nowo utworzonej diecezji gliwickiej. Tego samego dnia kanonicznie objął diecezję. Ingres do katedry Świętych Apostołów Piotra i Pawła w Gliwicach odbył 23 maja 1992. Jako biskup diecezjalny gliwicki utworzył w 1994 wyższe seminarium duchowne z tymczasową siedzibą w Nysie. Ustanowił sanktuaria w Lubecku i w Rudach. Erygował Diecezjalne Domy Rekolekcyjne w Mochowie i Zabrzu-Biskupicach oraz Dom Pomocy Społecznej w Wisznicach. W 1992 powołał diecezjalny oddział Caritas. 29 grudnia 2011 papież Benedykt XVI przyjął jego rezygnację z funkcji biskupa diecezjalnego gliwickiego.
W ramach prac Episkopatu Polski został wiceprzewodniczącym Komisji ds. Budownictwa Kościelnego, a także członkiem Komisji Rewizyjnej i Rady ds. Kultury i Ochrony Dziedzictwa Kulturalnego. W 2009 asystował podczas sakry biskupa diecezjalnego opolskiego Andrzeja Czai.
Zmarł 13 września 2023 w szpitalu w Pyskowicach. 23 września 2023 został pochowany w krypcie katedry Świętych Apostołów Piotra i Pawła w Gliwicach.

## Wyróżnienia
W 2011 nadano mu tytuł honorowego obywatela Gliwic.